# Frank Ferrari
Frank Ferrari, właściwie Frank Faas (ur. 1942 w Hertogenbosch) – holenderski wokalista, kompozytor, muzyk i producent. W latach 70. wokalista zespołu Ferrari, którego szczyt popularności przypadł na połowę dekady. Skomponował największe hity grupy takie jak Sweet Love i Monza (1976), Gipsy Girl (1977). W 1980 roku po tournée po NRD zespół zakończył działalność, a jego były lider rozpoczął aktywność jako producent muzyczny na rynku holenderskim, a także własną karierę solową, którą z sukcesami kontynuował do 2008 roku. Wyznacznikiem stylu artysty są chwytliwe, melodyjne piosenki w stylu pop na czele ze światowym przebojem Sweet Love. Nagrywał także albumy w stylu country, covery utworów Dean Martina, piosenki inspirowane folklorem Indonezji oraz kolędy. W 2006 roku ukazał się album DVD z największymi przebojami artysty, zrealizowany z towarzyszeniem trzyosobowej żeńskiej grupy tanecznej. W 2008 roku ogłosił zakończenie kariery solowej.